# Bulgária zászlaja
Bulgária zászlaja három egyenlő, vízszintes sávból áll. Felülről kezdve ezek rendre a fehér, a zöld és a piros. A bolgár nemzeti lobogó minden egyes színe jelentéssel bír. A fehér szín a békét, a zöld szín a bolgár termőföldek termékenységét szimbolizálja, míg a piros szín az ország lakóinak bátorságára utal.
Eredetileg a bolgár zászló a 19. században terjedő pánszláv eszmék miatt a jellemzően szláv színeket vette fel. Ekkor a középső zöld csíkot egy kék sáv foglalta el. Amikor Bulgária 1878-ban elnyerte függetlenségét Törökországtól, az elsődlegesen agrárállamként berendeződő ország új nemzeti lobogót fogadott el, mert a régebbi hasonlított Oroszország zászlajára. Így alakult ki a bolgár zászló mai formája.

A pánszláv típusú bolgár zászló vagy másként Kelet-Rumélia zászlaja
Az első világháború után javasolt alternatív lobogó
Bulgária zászlaja 1878-1946 között
Bulgária zászlaja 1946-1948 között
Bulgária zászlaja 1948-1967 között
Bulgária zászlaja 1967-1971 között
Bulgária zászlaja 1971-1990 között

## Lásd
Bulgária címere